# Lake County, Colorado
Lake County är ett administrativt område i delstaten Colorado, USA, med 7 310 invånare. Den administrativa huvudorten (county seat) är Leadville.
Klippiga bergens och Colorados högsta bergstopp Mount Elbert ligger i Lake County, liksom flera andra höga toppar.

## Geografi
Enligt United States Census Bureau har countyt en total area på 994 km². 976 km² av den arean är land och 18 km² är vatten. 
Countyts högsta punkt Mount Elbert är den högst belägna punkten i Colorado och i hela Klippiga bergen.

### Angränsande countyn
- Eagle County, Colorado - nord
- Summit County, Colorado - nordöst
- Park County, Colorado - öst
- Chaffee County, Colorado - syd
- Pitkin County, Colorado - väst

### Orter
- Leadville (huvudort)